# فانغين
فانغين (بالإنجليزية: Vangin)‏ هي منطقة سكنية تقع في إيران في Niyarak Rural District. يقدر عدد سكانها بـ 64 نسمة .